# Обудовац
Обудовац је насељено мјесто у општини Шамац, Република Српска, БиХ. Према попису становништва из 2013, у насељу је живјело 2.423 становника.

## Географски и демографски подаци
Простире се на 31,10 km². Налази се отприлике на средини пута између Брчког и Шамца. Према попису становништва из 1991. године, у селу је у 893 домаћинстава живјело 3.199 становника: Срба 3.138 (98,10%), Југословена 35 (1,10%), Хрвата 16 (0,5%), осталих 8 (0,25%) и Муслимана 2 (0,06%). Густина насељености била је 103 становника по квадратном километру. Село је прво по површини, а треће по броју становника предратне општине Шамац. Заузима 16,9% данашње територије, а у укупном становништву општине учествује са 15,3%. Село чине двије мјесне заједнице: Обудовац и Браница (Обудовац 2). У основи то је једна повезана, функционална и етничка српска средина.

## Поријекло имена
Народно предање казује да су мјештани овај простор одвајкада звали поље Браница. У једном угарском документу из 1408. године, из времена босанско-угарских ратова, поменута је тврђава Бранич или Бранић. Идентичност топонима Браница и Бранич (Бранић) потпуно је логична. Крајем августа 1548. године турске власти извршиле су попис у градачачкој нахији, у склопу пописа зворничког санџака. Пописано је и село Огудовац са Орловим Пољем. Тај попис, на извјестан начин, потврђује да је Обудовац добио име по угарској ријечи „огуд“ у значењу — стар. Каснија трансформација имена само је „огуд“ претворила у „обуд“ као језички коријен примјеренији словенском изговору. Под данашњим именом, Обудовац се помиње у попису босанских спахија из 1711. године. Био је то посјед под управом спахије Хасана — мутеферика босанског тефтера, са приходом од 22.080 тадашњих турских акчи. У аустријској географској карти из 1718. године Обудовац је означен под именом Обудовиште. У сваком случају, ради се о истом мјесту — Обудовцу.

## Обудовац кроз историју

### Археолошка налазишта
На подручју Обудовца налази се локалитет Градина или Витача који је археолошки истраживан и на коме су нађени остаци из млађег каменог доба (неолита) у виду праисторијске керамике и камених алатки. И на локалитету Ширајкуша, у данашњем засеоку Шираја, пронађени су очувани примјерци земљаног посуђа. На Градини су такође нађени трагови цивилизације касног бронзаног доба, из времена од дванаестог до деветог вијека старе ере. Трагове је оставило и старије жељезно доба, од деветог до петог вијека старе ере. Бројни су и остаци из млађег каменог доба, из четвртог вијека старе ере. У то вријеме ово подручје су насељавали Келти. На више мјеста у селу су пронађени појединачни примјерци римског новца, што је доказ и римског присуства на овом подручју. Најмлађи насељеници Градине су Словени, који су на том локалитету оставили трагове своје керамике — посуђа рађеног слободном руком и на грнчарском колу. Према тим налазима, утврђење на Градини користило се и од раног до зрелог средњег вијека. Судећи према типу, то је било изразито словенско „градиште“, а околне мочваре — како тврди археолог Бранко Белић — дио су и претпоставка једног одбрамбеног система Словена у заштити своје земље.

### Православље у Обудовцу
Прва православна богомоља у Обудовцу била је ћелија шеперача, подигнута послије 1780. године. Неки толерантнији или подмитљивији турски капетани и бегови на своју руку су дозвољавали да се подижу богомоље, али само од шепера или од брвана — брвнаре. Употреба камена, креча, цигле или ћерпића већ би значила трајнију грађевину, а на то се није смјело ни помислити. Брвнара или шеперуша није „западала у очи“ као грађевина и зачас се могла срушити или уклонити. О звонику и звону није могло бити ни говора. Ћелија шеперача у Обудовцу подигнута је по договору мјештана Брвника, Жабара, Обудовца и Слатине након што су Турци 1780. године у Слатини спалили цркву која се налазила на гробљу у Гајевима.
Обудовац и његови прваци стално су били под строгом присмотром и прогоном турских власти и муслиманске беговске властеле. Тако је пред буну попа Јовице Илића, марта 1834. године, био ухапшен православни свештеник Мојсије Поповић из Обудовца, а градачачки мутеселим Ахмед-бег-Градашчевић тражио је од владике зворничког да распопи попа Мојсија пошто га је оптужио да је крио једног бјегунца из Шапца кога су тражиле турске власти. Пошто владика то није учинио, мутеселим је затворио попа Мојсија у градачачку тамницу. О томе је извјештавала Славонска генералкоманда из Винковаца 2. марта 1834. године. Толишки фратар Илија Старчевић овако је 18. марта 1834. године описао тадашњу судбину попа Мојсија: „Парох Мојсије Поповић из Обудовца чами још увијек у тамници у Градачцу. Сада га хоће оптужити да је увриједио мутеселима Ахмет-бега. Увреда се наводно састојала у томе што је свештеник вршио своју дужност коју сваки слуга овог мутеселима најгрубље повређује и допушта си нечувене поступке“.
Овде се налази црква Пресвете Богородице у Обудовцу.

### Прва школа
Двије године прије ових догађаја, без обзира на суморне прилике, у Обудовцу је почела рад школа. За њу није грађена посебна зграда већ су часови одржавани у приватној кући. Први учитељи били су свештена лица, а касније су долазили учитељи из других мјеста, посебно из сомборске учитељске школе. Школа је радила у приватној кући од 1832. до 1853. године када је саграђена прва школска зграда. Била је у црквеном дворишту и није се пуно разликовала од околних приватних кућа, осим по величини.

### Буна посавских сељака 1858. године
Кључни историјски догађај у деветнаестом вијеку у коме је Обудовац имао значајну улогу била је буна посавских сељака 1858. године под вођством проте Стевана Аврамовића из Орашја. У историју је ова буна ушла под називом Протина буна.

## Становништво
У Обудовцу данас живи око 2.500 становника, већина се бави пољопривредом, а има и оних који су запослени у предузећима у Шамцу и Брчком.
| Националност       | 1991.          | 1981.          | 1971.          | 1961. |
| Срби               | 3.138 (98,09%) | 3.276 (96,69%) | 3.382 (99,38%) |       |
| Југословени        | 35 (1,09%)     | 80 (2,36%)     | 2 (0,05%)      |       |
| Хрвати             | 16 (0,50%)     | 15 (0,44%)     | 14 (0,41%)     |       |
| Муслимани          | 2 (0,06%)      | 2 (0,05%)      |                |       |
| остали и непознато | 8 (0,25%)      | 15 (0,44%)     | 5 (0,14%)      |       |
| Укупно             | 3.199          | 3.388          | 3.403          | '     |

| Демографија | Демографија | Демографија |
| Година      | Становника  | Становника  |
| ----------- | ----------- | ----------- |
| 1948.       | 3.061       |             |
| 1953.       | 3.161       |             |
| 1961.       | 3.249       |             |
| 1971.       | 3.403       |             |
| 1981.       | 3.388       |             |
| 1991.       | 3.199       |             |
| 2013.       | 2.423       |             |

## Познате личности
- Милан Јосић (1948—2000), пуковник Војске Републике Српске и командант Специјалног батаљона Друге посавске бригаде ВРС, носилац Ордена Немањића другог реда.[3]